# Венская наступательная операция
Венская наступательная операция — стратегическая наступательная операция Красной Армии против немецких войск во время Великой Отечественной войны. Проводилась с 16 марта по 15 апреля 1945 года войсками советских 2-го и 3-го Украинских фронтов в западной части Венгрии и Восточной Австрии.

## Обстановка
Задача на подготовку и проведение наступательной операции по овладению Веной была поставлена перед командующими 2-м и 3-м Украинскими фронтами 17 февраля 1945 года в директиве Ставки Верховного Главнокомандования № 11027. На подготовку наступления отводилось около месяца. 15 марта было определено как срок начала операции. Вскоре советскому командованию стало известно, что вермахт готовит крупное контрнаступление в районе озера Балатон. В связи с этим войскам 3-го Украинского фронта было приказано, продолжая подготовку к наступлению, временно перейти к обороне и на заранее подготовленных оборонительных рубежах измотать танковую группировку противника. Затем следовало перейти в наступление на венском направлении. Дальнейшие события подтвердили правильность принятого решения. Немецкое наступление, развернувшееся в первой половине марта у озера Балатон, было отражено советскими войсками в ходе Балатонской оборонительной операции. Цель, намеченная высшим германским командованием, не была достигнута, но на главном направлении немецким войскам удалось вклиниться в советскую оборону на глубину до 30 км. Сложившаяся в результате сражения линия фронта давала советскому командованию возможность окружить вклинившуюся танковую группировку противника, а серьёзные потери, понесённые Вермахтом, изменили общее соотношение сил в пользу Красной Армии.

## План операции
Замысел операции предусматривал нанесение главного удара силами 4-й и 9-й гвардейских армий из района севернее Секешфехервара на юго-запад с целью окружения 6-й танковой армии СС. В дальнейшем главными силами предполагалось развивать наступление в направлении Папа, Шопрон и далее к венгеро-австрийской границе, частью сил наступать на Сомбатхей и Залаэгерсег с целью охвата с севера надьканижской группировки врага. 26-я и 27-я армии должны были начать наступление позднее и способствовать уничтожению окружённого к тому времени противника. 57-я советская и 1-я болгарская армии, действующие на левом крыле 3-го Украинского фронта, должны были перейти в наступление южнее озера Балатон с задачей разгромить противостоящего противника и овладеть нефтеносным районом с центром в городе Надьканижа.
46-я армия 2-го Украинского фронта, усиленная 6-й гвардейской танковой армией и двумя артиллерийскими дивизиями прорыва, должна была 17 — 18 марта начать наступление южнее Дуная, совместно с войсками 3-го Украинского фронта разбить противостоящую группировку противника и развивать наступление в направлении города Дьёр.

## Состав и силы сторон

### СССР
3-й Украинский фронт (командующий Маршал Советского Союза Ф. И. Толбухин, начальник штаба генерал-полковник С. П. Иванов):
- 9-я гвардейская армия (генерал-полковник В. В. Глаголев)
- 4-я гвардейская армия (генерал-лейтенант Н. Д. Захватаев)
- 27-я армия (генерал-полковник С. Г. Трофименко)
- 26-я армия (генерал-лейтенант Н. А. Гаген)
- 57-я армия (генерал-лейтенант М. Н. Шарохин)
- 6-я гвардейская танковая армия (генерал-полковник танковых войск А. Г. Кравченко, передана в состав фронта вечером 16 марта)
- 1-я болгарская армия (генерал-лейтенант В. Стойчев)
- 17-я воздушная армия (генерал-полковник авиации В. А. Судец)
- 1-й гвардейский механизированный корпус (генерал-лейтенант И. Н. Руссиянов)
- 5-й гвардейский кавалерийский корпус (генерал-лейтенант С. И. Горшков)
- 23-й танковый корпус (генерал-лейтенант танковых войск А. О. Ахманов, передан во 2-й Украинский фронт)
- 18-й танковый корпус (генерал-майор танковых войск П. Д. Говоруненко)

Часть сил 2-го Украинского фронта (командующий Маршал Советского Союза Р. Я. Малиновский, начальник штаба генерал-полковник М. В. Захаров):
- 46-я армия (генерал-лейтенант А. В. Петрушевский)
- 2-й гвардейский механизированный корпус (генерал-лейтенант К. В. Свиридов)
- 5-я воздушная армия (генерал-полковник авиации С. К. Горюнов)
- Дунайская военная флотилия (контр-адмирал Г. Н. Холостяков)

18-я воздушная армия (главный маршал авиации А. Е. Голованов)
Всего: Красная Армия 644 700 человек. 
1-я болгарская армия: 100 900 человек 12190 орудий и миномётов, 1318 танков и САУ, 984 самолёта.

### Германия
Часть сил группы армий «Юг» (генерал пехоты О. Велер, с 7 апреля генерал-полковник Л. Рендулич):
- 6-я танковая армия СС (генерал-полковник войск СС Й. Дитрих)
- 6-я армия (генерал танковых войск Г. Балк)
- 2-я танковая армия (генерал артиллерии М. Ангелис)
- 3-я венгерская армия (генерал-полковник Гаузер)

Часть сил группы армий «Ф» (генерал-фельдмаршал М. фон Вейхс), с 25 марта группы армий «Е» (генерал-полковник А. Лёр)
Авиационную поддержку осуществлял 4-й воздушный флот.
Всего: 410 000 человек, 5900 орудий и миномётов, 700 танков и штурмовых орудий, 700 самолётов

## Ход боевых действий

### Боевые действия в полосе 3-го Украинского фронта
16 марта в 15 часов 35 минут после часовой артиллерийской подготовки войска двух гвардейских армий правого крыла 3-го Украинского фронта перешли в наступление. Внезапный и мощный артиллерийский огонь ошеломил противника так, что на отдельных участках он первоначально не оказывал сопротивления. Однако вскоре, восстановив управление войсками и используя выгодные условия местности, немецкое командование сумело организовать сопротивление на промежуточных оборонительных позициях и остановить продвижение советских войск. На некоторых участках были предприняты контратаки. До наступления сумерек войскам ударной группировки фронта удалось вклиниться в немецкую оборону только на 3—7 км. Для развития наступления и усиления удара вечером 16 марта фронту из состава соседнего 2-го Украинского фронта была передана 6-я гвардейская танковая армия. Пока танковые корпуса перегруппировывались на новое направление, части 4-й и 9-й гвардейских армий вели бои по преодолению тактической зоны обороны. Немецкие войска оказывали наступающим ожесточённое сопротивление. Чтобы предотвратить окружение основных сил 6-й танковой армии СС немецкое командование стало усиливать угрожаемое направление войсками с других участков. Особенно напряжённые бои разгорелись за Секешфехервар, мощный узел сопротивления, лежащий на пути во фланг и тыл немецкой танковой группировки. К исходу 18 марта советским войскам удалось продвинуться лишь на глубину около 18 км и расширить прорыв до 36 км по фронту. К этому же времени в намеченном районе сосредоточилась 6-я гвардейская танковая армия, получившая от командующего 3-м Украинским фронтом задачу войти в прорыв и совместно с 27-й армией окружить балатонскую группировку противника. Но и немецкое командование к тому времени уже перебросило в район боевых действий подкрепление: три танковые и одну пехотную дивизии. Бои разгорелись с новой силой. Тем не менее, ввод в сражение крупной танковой группировки ускорил наступление Красной Армии. За 19 марта войска 6-й гвардейской танковой и 9-й гвардейской армий продвинулись ещё на 6-8 км. Им навстречу 20 марта ударили 27-я и 26-я армии. Под угрозой окружения командование вермахта стало отводить свои войска с выступа. К исходу 22 марта в его руках оставался коридор шириной около 2,5 км, по которому под огнём советских войск спешно выходили части 6-й танковой армии СС. Своевременный отвод и ожесточённое сопротивление на флангах позволили немецким войскам избежать очередной катастрофы.
В последующие дни главные силы 3-го Украинского фронта завязали бои на рубеже Баконьского горного массива. Вскоре под ударами Красной Армии немецкое командование начало отвод своих войск на заранее подготовленный рубеж на реке Раба. Мощные оборонительные сооружения, проходившие по западному берегу реки, должны были остановить советское наступление. Однако стремительное продвижение войск правого крыла 3-го Украинского фронта не позволило осуществить этот замысел. Выйдя к реке, советские дивизии с ходу форсировали её и продолжили наступление к венгеро-австрийской границе.
23 марта Ставкой Верховного Главнокомандования был утверждён план дальнейших действий 3-го Украинского фронта. Фронту приказывалось главными силами (4-я, 9-я гвардейские и 6-я гвардейская танковая армии) развивать наступление на северо-запад в направлении Папа, Шопрон. 26-я армия должна была нанести удар на Сомбатхей, а 27-я — на Залаэгерсег. 57-я и 1-я болгарская армии получили задачу не позднее 5 — 7 апреля овладеть районом Надьканижа.
В бою под Веспремом танковый батальон 46-й гвардейской танковой бригады под командованием старшего лейтенанта Д. Ф. Лозы подбил и уничтожил 22 танка противника. За умелое управление батальоном и мужество старшему лейтенанту Д. Ф. Лозе присвоено звание Героя Советского Союза.
25 марта 2-й Украинский фронт начал братиславско-брновскую наступательную операцию, лишив тем самым командующего группой армий «Юг» возможности снимать войска с участка севернее Дуная для переброски их против войск, наступавших на Вену.
Чтобы удержать фронт южнее озера Балатон, немецкое командование стало усиливать этот участок войсками из состава группы армий «Е». Кроме того, была проведена реорганизация структуры управления войсками с целью его централизации. Для этого с 25 марта командование группой армий «Ф» было передано командующему группой армий «Е» генералу А. Лёру.
29 марта на левом крыле 3-го Украинского фронта перешли в наступление в направлении Надьканижа 57-я и 1-я болгарская армии. Севернее, вдоль озера Балатон наступала 27-я армия с 18-м танковым и 5-м гвардейским кавалерийским корпусами. Её продвижение угрожало флангу и тылу 2-й немецкой танковой армии. Чтобы скорее овладеть богатым нефтеносным районом Надьканижа и сохранить его от разрушения Ф. И. Толбухин 30 марта приказал выдвинуться туда 5-му гвардейскому кавалерийскому корпусу. Кавалеристам предстояло совершить 70-километровый рейд по труднопроходимой местности и выйти в тыл обороняющейся немецкой группировке, тем самым вынудив её к отходу. Этот манёвр оправдал себя и вскоре советские и болгарские войска с ходу овладели нефтеносным районом с центром в городе Надьканижа.
1 апреля директивой Ставки Верховного Главнокомандования были уточнены задачи на наступление. Главным силам 3-го Украинского фронта было приказано овладеть столицей Австрии и не позднее 12—15 апреля выйти на рубеж Тульн, Санкт-Пельтен, Ной-Ленгбах; 26-й, 27-й, 57-й и 1-й болгарской армии — не позднее 10—12 апреля освободить от немецких войск города Глогниц, Брукк, Грац, Марибор и закрепиться на рубеже рек Мюрц, Мура и Драва.
В первых числах апреля наступление советских войск стремительно развивалось. Ударная группировка 3-го Украинского фронта, овладев городами Шопрон, Винер-Нёйштадт и сходу прорвав укрепления на австро-венгерской границе, 4 апреля вышла на подступы к Вене.
В связи с поражением от должности был отстранён командующий группой армий «Юг» генерал О. Вёлер. Вместо него был назначен генерал Л. Рендулич, считавшийся крупным специалистом по ведению обороны.

### Боевые действия в полосе 2-го Украинского фронта
На 2-м Украинском фронте наступление на венском направлении началось 17 марта. Передовые отряды 46-й армии за день боёв продвинулись на глубину до 10 км и вышли ко второй полосе обороны противника. На следующий день главные силы 46-й армии форсировали реку Альталь и, преодолевая упорное сопротивление, стали продвигаться на запад. Утром 19 марта для развития наступления в сражение был введён 2-й гвардейский механизированный корпус, который на следующий день вышел к Дунаю западнее Товароша и охватил с юго-запада крупную группировку противника, насчитывавшую более 17 тыс. солдат и офицеров. В окружении оказались: 96-я и 711-я немецкие пехотные дивизии, 23-я пехотная дивизия венгров, кавалерийская дивизия «Фегеляйн» и 92-я моторизованная бригада.
С 21 по 25 марта командование противника предприняло множество попыток прорваться к окружённым войскам. Ему это почти удалось вечером 21 марта, когда крупная группировка немецкой пехоты при поддержке 130 танков и штурмовых орудий нанесла удар из района Таркани. В результате оборонявшиеся на этом направлении части 18-го гвардейского стрелкового корпуса были потеснены. Возникла угроза прорыва внешнего фронта окружения. Чтобы восстановить положение, советское командование было вынуждено ввести в сражение из резерва две стрелковые дивизии. Принятые меры позволили стабилизировать фронт. Все последующие попытки прорвать кольцо также были отбиты войсками 46-й армии во взаимодействии с десантниками Дунайской военной флотилии. К исходу 25 марта эстергомско-товарошская группировка противника была полностью ликвидирована.
Одновременно с уничтожением окружённого противника 46-я армия частью сил продолжала наступление на Дьёр. С 26 марта войска перешли к преследованию врага на всём фронте и 28 марта овладели городами Комаром и Дьёр, очистив от противника правый берег Дуная до устья реки Раба. 30 марта был взят Комарно. В последующие дни 46-я армия вышла к венгеро-австрийской границе, а затем преодолела её между Дунаем и озером Нёйзидлер-Зе. 6 апреля в директиве Ставки ВГК № 11063 46-й армии было приказано переправиться на северный берег Дуная для обхода Вены с севера. Та же задача была поставлена перед 2-м гвардейским механизированным и 23-м танковым корпусами. Большую работу по переправе войск выполнила Дунайская военная флотилия: в течение трёх суток она перевезла около 46 тыс. человек, 138 танков и САУ, 743 орудия и миномёта, 542 автомашины, 2230 лошадей, 1032 тонны боеприпасов.
В дальнейшем, при попытке продвижения к Вене армия столкнулась с упорным сопротивлением немецких войск. Опасаясь, что наступающие перережут последнюю дорогу, ведущую из Вены, командование вермахта принимало все меры, чтобы не допустить этого. Оборона на этом направлении усиливалась путём переброски резервов и дополнительных частей из австрийской столицы.
Свой вклад в разгром вермахта внесли союзники по антигитлеровской коалиции. Во второй половине марта 1945 года англо-американская авиация нанесла ряд воздушных ударов по важным объектам в Южной Австрии, западной Венгрии и Южной Словакии. Бомбардировкам подверглись ряд аэродромов, железнодорожных узлов, мостов и промышленных объектов. По оценке немецкого командования, некоторые авианалёты причинили значительный ущерб производству горючего. 15 марта в дневнике верховного главнокомандования вермахта было записано: «В результате налётов авиации на нефтеочистительные заводы в Комарно производство горючего здесь… снизилось на 70 процентов». И далее: «…в связи с тем, что группы армий „Юг“ и „Центр“ до сих пор снабжались горючим из Комарно, последствия воздушных ударов повлияют и на оперативные решения».

### Штурм Вены
Первоначальный замысел командующего 3-м Украинским фронтом Ф. И. Толбухина по овладению Веной заключался в нанесении одновременных ударов с трёх направлений: с юго-востока — силами 4-й гвардейской армии и 1-го гвардейского механизированного корпуса, с юга и юго-запада — силами 6-й гвардейской танковой армии с приданным ей 18-м танковым корпусом и частью сил 9-й гвардейской армии.
Оставшейся частью сил 9-я гвардейская армия должна была обойти город с запада и отрезать противнику пути отхода. 
Сам город и подступы к нему были заранее подготовлены к обороне. На танкоопасных направлениях по внешнему обводу города были отрыты противотанковые рвы, установлены противотанковые и противопехотные заграждения. Улицы города пересекались многочисленными баррикадами, почти все каменные здания были приспособлены к длительной обороне, в окнах, подвалах, на чердаках были оборудованы огневые точки. Все мосты были заминированы. В городе оборонялись остатки восьми танковых и одной пехотной дивизий из состава 6-й танковой армии СС, личный состав венской военной школы и до 15 отдельных батальонов. Кроме того, для участия в уличных боях гитлеровским командованием из состава венской полиции было сформировано четыре полка по 1500 человек.
5 апреля советские войска завязали бои на южных и юго-восточных подступах к Вене. С самого начала бои приняли исключительно ожесточенный характер. Обороняющиеся оказывали упорное сопротивление, часто предпринимая контратаки пехоты и танков. Поэтому 5 апреля 4-я гвардейская армия, наступавшая на Вену с юга, не добилась большого успеха. В то же время войскам 38-го гвардейского стрелкового корпуса 9-й гвардейской армии, наступавшей юго-западнее города, удалось продвинуться на 16-18 км. В сложившейся обстановке командующий 3-м Украинским фронтом решил использовать наметившийся успех и перебросить на это направление 6-ю гвардейскую танковую армию с задачей обойти город и нанести удар по Вене с запада и северо-запада.
7 апреля главные силы 9-й гвардейской армии и соединения 6-й гвардейской танковой армии, преодолев горнолесной массив Венского Леса, вышли к Дунаю. Теперь обороняющиеся войска были охвачены с трёх сторон: востока, юга и запада. Завершить полное окружение города должна была 46-я армия 2-го Украинского фронта, переправившаяся через Дунай и наступавшая в северо-западном направлении. Однако на пути к Вене враг оказывал ей упорное сопротивление. Чтобы избежать нового окружения, немецкое командование усиливало свои войска, действовавшие против 46-й армии, путём переброски дополнительных сил из глубины и даже из самой австрийской столицы.
8 апреля бои в городе разгорелись с новой силой. За каждый квартал, часто и за отдельные дома, шли жестокие схватки. За день боёв войска 4-й и 9-й гвардейских армий продвинулись вглубь города, где вошли в тактическое взаимодействие. В тот же день 1-й гвардейский механизированный корпус занял Швейнер Гартен в южной части города. В последующие два дня войска 3-го Украинского фронта с боями продолжали наступать к центру города. Бои не прекращались ни днём, ни ночью. К исходу 10 апреля вражеский гарнизон был зажат с трёх сторон, продолжая оказывать сопротивление лишь в центре города. В сложившейся обстановке немецкое командование предпринимало все меры, чтобы удержать единственный не взорванный мост через Дунай — Имперский мост, позволявший вывести на северный берег реки свои оставшиеся части. Советское командование, в свою очередь, старалось захватить мост, чтобы не допустить отхода противника. Для этого 11 апреля в районе моста Дунайская военная флотилия высадила десант в составе усиленного батальона 217-го гвардейского стрелкового полка. Однако после высадки десантники встретили сильное огневое сопротивление и вынуждены были залечь, не дойдя до цели 400 метров.
Проанализировав сложившуюся обстановку, Военный совет фронта принял решение о проведении одновременного штурма всеми силами, участвующими в боях за город. Особое внимание уделялось подавлению немецкой артиллерии перед началом и во время штурма. Соответствующие задачи были поставлены командующему артиллерией фронта генерал-полковнику артиллерии М. И. Неделину и командующему 17-й воздушной армией генерал-полковнику авиации В. А. Судцу.
К середине дня 13 апреля в результате хорошо подготовленного штурма Вена была очищена от немецких войск. В ходе боя в районе Имперского моста был высажен второй десант в составе батальона 21-го гвардейского стрелкового полка 7-й гвардейской воздушно-десантной дивизии. Мост был заминирован немецкими войсками, однако стремительные и смелые действия десантников предотвратили взрыв. После взятия города первым военным комендантом города назначен генерал-лейтенант А. В. Благодатов, которого вскоре сменил командир 33-го гвардейского стрелкового корпуса генерал-лейтенант Н. Ф. Лебеденко
Непосредственно при штурме Вены погибли около 18 тысяч советских военнослужащих.

## Результаты операции
В результате советского наступления была разгромлена крупная группировка противника. Войска 2-го и 3-го Украинских фронтов завершили наступление в Венгрии, заняли восточные районы Австрии с её столицей — Веной. Германия утратила контроль над крупным индустриальным центром — Венским промышленным районом, а также важным в экономическом отношении Надьканижским нефтяным районом. Было положено начало восстановлению австрийской государственности. В ходе наступления были взяты сотни населённых пунктов. Среди них в Австрии города: Брукк, Винер-Нойштадт, Глогниц, Корнойбург, Неункирхен, Флоридсдорф, Айзенштадт; в Венгрии: Бёгене, Вашвар, Веспрем, Девечер, Эстергом, Залаэгерсег, Зирц, Капувар, Кёрменд, Кёсег, Кестель, Комаром, Мадьяровар, Мор, Марцали, Надьбайом, Надьканижа, Надьятад, Несмей, Папа, Секешфехервар, Сентготтхард, Сомбатхей, Фельшёгалла (ныне часть г. Татабанья), Тата, Чорна, Чурго, Шарвар, Шопрон, Эньинг. 15 апреля 1945 года Венская наступательная операция без паузы переросла в Грацско-Амштеттенскую.

## Потери
Точных данных о потерях немецких и венгерских войск, понесённых при отражении советского наступления на Вену, нет. Известно, что за 30 суток войсками 3-го Украинского фронта и 2-го Украинского фронта, который в тот же период вёл наступление в Чехословакии, было пленено более 130 000 человек, захвачено и уничтожено свыше 1300 танков и штурмовых орудий, 2250 полевых орудий.
Общие потери Красной Армии за время операции составили 167 940 человек, из них безвозвратные — 38661 человек, а также 600 танков и САУ, 760 орудий и миномётов, 614 боевых самолётов. Болгарские войска потеряли 9805 человек, из них безвозвратно — 2698 человек.

## Память
50 частей и соединений, отличившиеся в боях за Вену, получили почётные наименования «Венских». Президиум Верховного Совета СССР учредил медаль «За взятие Вены». В августе 1945 года в Вене на площади Шварценбергплац был установлен памятник советским солдатам, погибшим в боях за освобождение страны.